# François Laurent d'Arlandes
François Laurent, marchese d'Arlandes (Château de Saleton, 25 settembre 1742 – Château de Saleton, 1º maggio 1809), è stato un pioniere dell'aviazione francese.
Il marchese d'Arlandes è stato uno dei pionieri degli aerostati insieme a Jean-François Pilâtre de Rozier. Il 21 novembre 1783 si innalzarono per la prima volta in volo a bordo di una mongolfiera dal Château de la Muette a Parigi. Percorsero circa cinque miglia e mezzo (circa nove km) in 25 minuti.

## Biografia
Nato nel 1742, aveva conosciuto Joseph Montgolfier nel collegio dei Gesuiti di Tournon.
Da giovane si era cimentato nel paracadutismo, buttandosi da una torre. Nel 1782 rischiò di morire lanciandosi da una cava di Montmartre.
Intrepido e al corrente di tutto quello che succedeva nella capitale francese, riuscì a farsi accettare nell'équipe che volò per la prima volta in pallone.
L'anno seguente progettò l'attraversata dello stretto del Pas-de-Calais in pallone, ma il progetto non fu portato a termine.
Morì in miseria il 1º maggio 1809 nel suo castello di Saleton presso Anneyron.